# Підствольний гранатомет

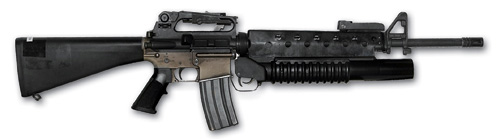
Підствольний гранатомет M203, встановлений на американській автоматичній гвинтівці М16

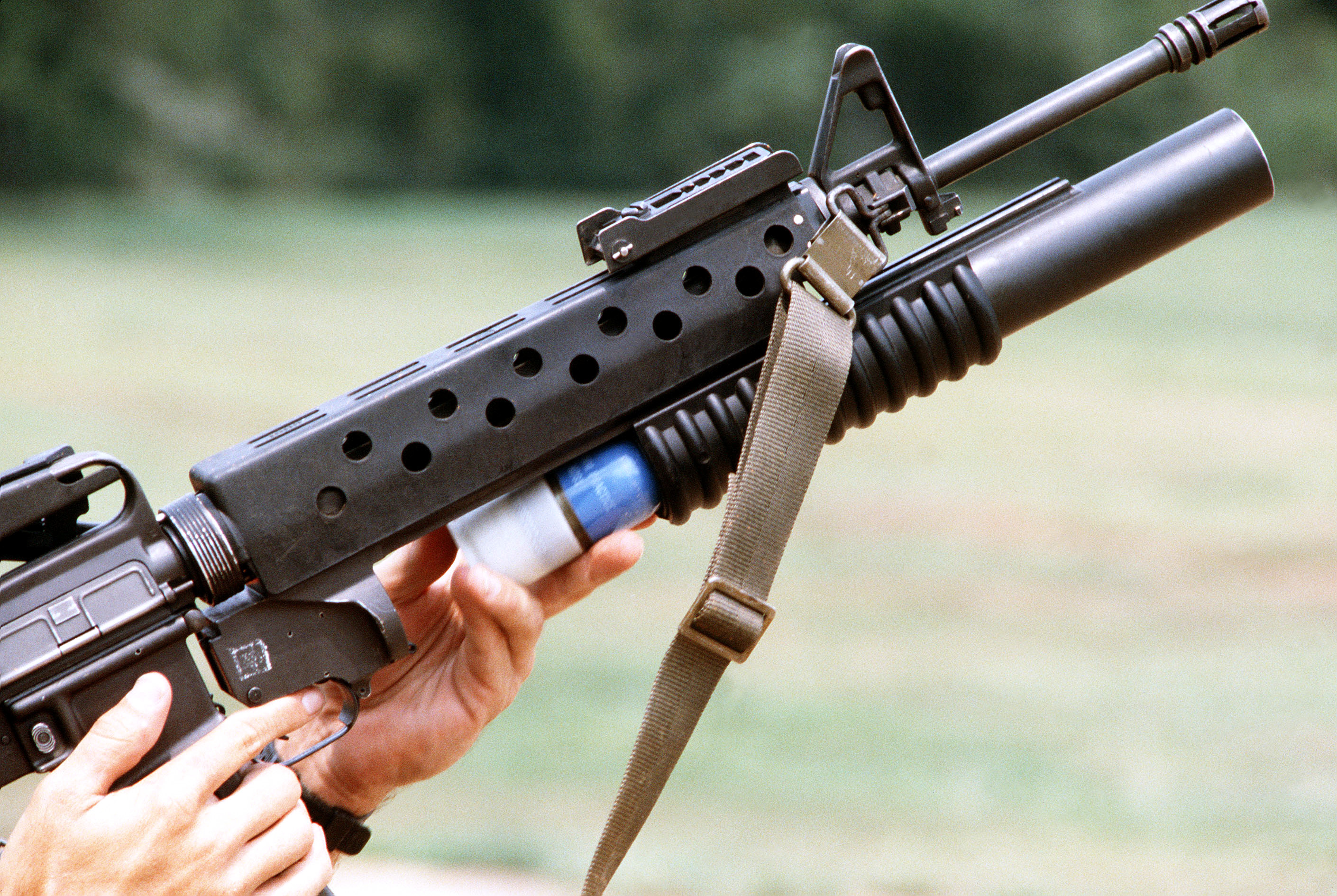
Заряджання гранатометної гранати

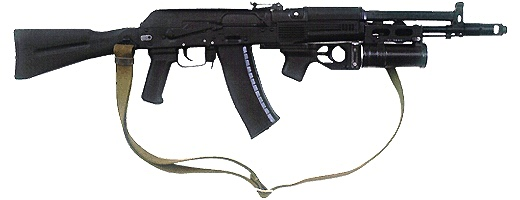
Підствольний гранатомет, встановлений на автоматі АК-107 (Росія)

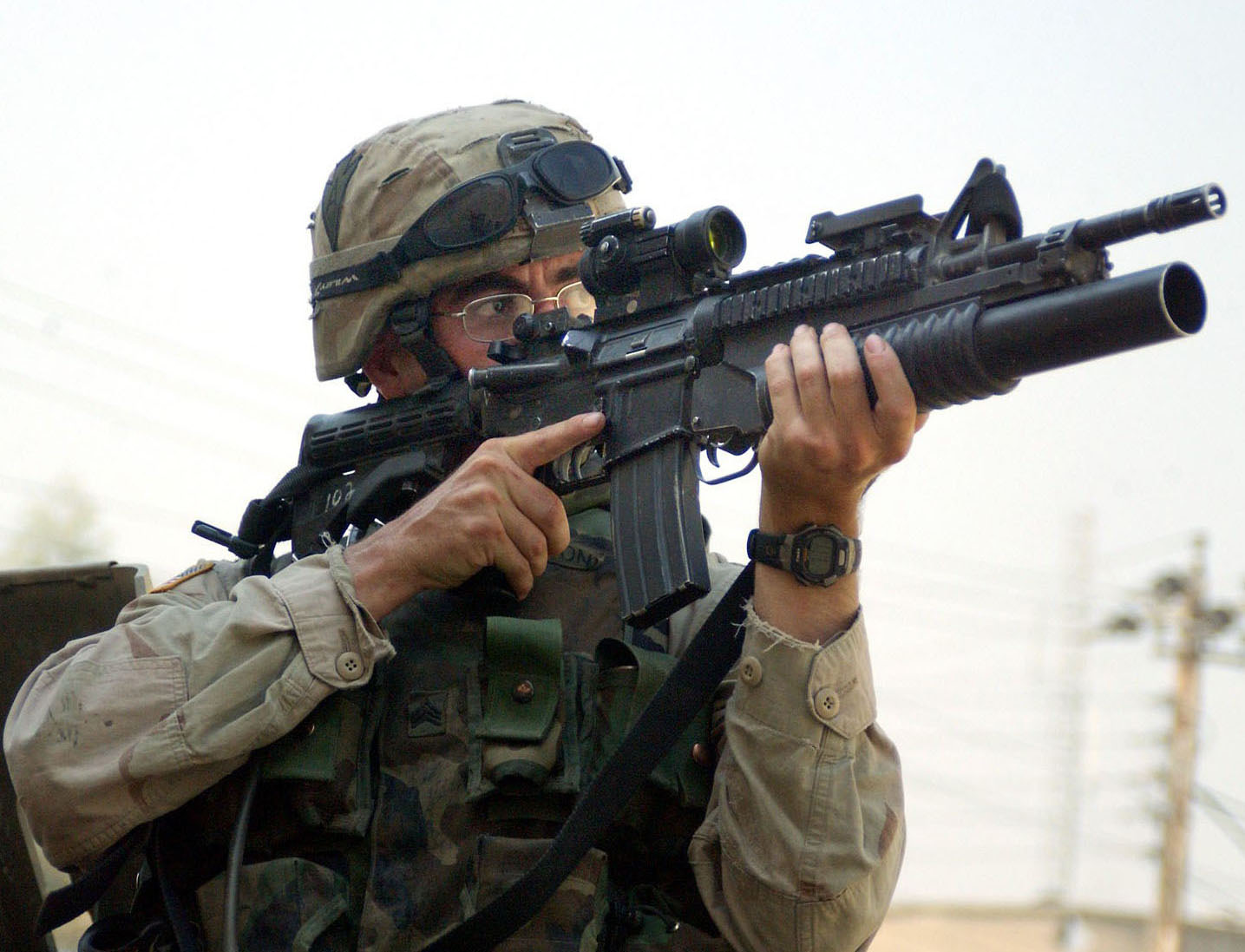
Американський підствольний гранатомет M203

Підство́льний гранатоме́т — вогнепальна зброя, призначена для ураження броньованої техніки, фортифікаційних споруд або живої сили противника за допомогою спеціальних боєприпасів гранатометних гранат, що об'єднують в одному корпусі гранату і метальний заряд, розміщені в гільзі. Цей різновид гранатомету зазвичай встановлюється на ручну стрілецьку зброю, найчастіше — на автоматичний карабін, та конструктивно пов'язаний з автоматичною зброєю.
Звичайно для ведення вогню гранатомет кріпиться під стволом автомата (звідси — назва «підствольний»). Спускові і прицільні пристосування розраховані на виконання пострілу лівою рукою (права тримає автомат за пістолетне руків'я).